# Білл Візерс
Вільям Гаррісон Візерс Молодший (англ. William Harrison Withers, Jr.), відомий як Білл Візерс (4 липня 1938, Слеб Форк — 30 березня 2020, Лос-Анджелес) — американський співак і автор пісень у стилі соул. Найбільш відомий за піснями: Ain't No Sunshine, Just the Two of Us, Grandma's Hands, Lean On Me, Use Me та Lovely Day.

## Біографія
Народився в сім'ї шахтаря, був шостою дитиною. У 13 років втратив батька. Через 4 роки після цього пішов у ВМС США, де відслужив 9 років. Потім переїхав до Лос-Анджелеса, і почав писати пісні та робити демо-записи. Працював на заводі. Згодом його записи потрапили до Кларенса Аванта із Sussex Records, і Візерс підписав контракт із лейблом.
Через рік після підписання на лейбл був випущений альбом Just as I Am (1971), який приніс Біллу Візерсу Греммі за пісню Ain't No Sunshine, другим синглом з альбому стала Grandma's Hands. Ще за рік вийшов другий альбом Still Bill, який став першим у чарті Billboard Soul Albums, а сингли Lean on Me та Use Me з нього посіли першу та другу сходинки Billboard Hot 100 і Billboard Hot Soul Singles. Останнім альбомом на Sussex став +'Justments (1974), який зайняв 7 місце Billboard Top Soul Albums.

У 1975, одразу після переходу до Columbia Records Білл Візерс випустив альбом Making Music, що посів 7 позицію Billboard Top Soul Albums. Наступного року вийшов альбом Naked & Warm, що досяг 41 місця Billboard Top Soul Albums. Ще через рік був випущений альбом Menagerie, що посів 16 місце у Billboard Top Soul Albums, а сингл Lovely Day піднявся на 6 сходинку Billboard Hot Soul Singles. Наступними були альбоми 'Bout Love (1979) і Watching You Watching Me (1985), які опинилися у Billboard Top R&B на 50 і 42 місцях відповідно.

Разом із саксофоністом Гровером Вашингтоном Молодшим виграв премію Греммі за пісню Just the Two of Us у 1982. Згодом Білл Візерс оголосив про завершення кар'єри аби зосередитись на сім'ї.

Группа «Club Nouveau» випустила кавер-версію на пісню Lean On Me (1987), яка посіла 1 місце Billboard Hot 100 та принесла ще одну нагороду Греммі для Білла Візерса, як автору пісні.

У 2009 вийшов документальний біографічний фільм Still Bill.

Білл Візерс був включений до Зали Слави Рок'н'Роллу у 2015 році. Цього ж року був влаштований концерт на його честь, де виконувалися його пісні.

## Особисте життя
Білл Візерс одружився із Деніз Ніколас у 1973, та через рік вони розійшлися. 

Через три роки одружився із Марсією Джонсон, із якою має двох дітей, сина Тодда і дочку Корі. Корі продовжує діяльність батька.

## Дискографія
Студійні альбоми
| Альбом                   | Інформація про альбом                 | US  | US R&B |
| ------------------------ | ------------------------------------- | --- | ------ |
| Just as I Am             | - Дата релізу: 1971 - Лейбл: Sussex   | 35  | 9      |
| Still Bill               | - Дата релізу: 1972 - Лейбл: Sussex   | 4   | 1      |
| +'Justments              | - Дата релізу: 1974 - Лейбл: Sussex   | 67  | 7      |
| Making Music             | - Дата релізу: 1975 - Лейбл: Columbia | 81  | 7      |
| Naked & Warm             | - Дата релізу: 1976 - Лейбл: Columbia | 169 | 41     |
| Menagerie                | - Дата релізу: 1977 - Лейбл: Columbia | 39  | 16     |
| 'Bout Love               | - Дата релізу: 1979 - Лейбл: Columbia | 134 | 50     |
| Watching You Watching Me | - Дата релізу: 1985 - Лейбл: Columbia | 143 | 42     |